# Seychellenlijster
De seychellenlijster (Copsychus sechellarum) is een vogelsoort uit de familie van de vliegenvangers. Deze soort dayallijster komt alleen voor op de Seychellen.

## Taxonomie
Uitgebreid DNA-onderzoek heeft aangetoond dat deze soort verwant is aan de Aziatische (gewone) dayallijster (C. saularis). Samen met Filipijnse dayallijster (C. mindanensis) en de madagaskardayallijster (C. albospecularis) vormen zij een groep van nauw verwante soorten binnen dit geslacht.

## Kenmerken
De seychellenlijster is ongeveer 25 cm lang. De vogel is van boven glanzend zwart met een brede witte band over de vleugels. Het is een vogel van natuurlijke en aangeplante bossen en tuinen.

## Status als bedreigde soort
Door aantasting van het leefgebied en door de introductie van katten en ratten op de eilanden daalde het aantal vogels drastisch. Rond 1970 bestond er groot risico op uitsterven; er waren toen nog maar 16 exemplaren op het eiland Frégate. Tot 1990 bleef de toestand kritiek, er waren toen 21 exemplaren. In 1990 startte BirdLife International een beschermingsproject om de populatie van de seychellenlijster te behoeden voor uitsterven. Er werden vogels overgebracht naar de eilanden Cousin (in 1994) en Cousine (in 1995). Daarna volgden meer herintroducties in 2002 op Aride en in 2008 naar Denis.
In 2015 waren er gevestigde populaties op alle vijf eilanden en bedroeg het totale aantal 283 Vogels: 137 op Frégate, 46 op Cousin, 32 op Cousine, 10 op Aride en 58 op Denis. In 2005 veranderde de IUCN de status van ernstig bedreigd naar bedreigd.